# Canton de Prunelli-di-Fiumorbo
Pour les articles homonymes, voir Prunelli.
Le canton de Prunelli-di-Fiumorbo est une ancienne division administrative française située dans le département de la Haute-Corse et la collectivité territoriale de Corse.
Avec le redécoupage cantonal de 2014, la commune de Prunelli-di-Fiumorbo est devenue le bureau centralisateur du nouveau canton de Fiumorbo-Castello.

## Géographie
Au Sud du département et dans la région du Fium'Orbu, ce canton est organisé autour de Prunelli-di-Fiumorbo dans l'arrondissement de Corte (bleuté sur la carte). Son altitude varie de 0 (Prunelli-di-Fiumorbo) à 2 036 m (Isolaccio-di-Fiumorbo) pour une altitude moyenne de 528 m.

## Histoire
- De 1833 à 1848, les cantons de Prunelli et de Vezzani avaient le même conseiller général. Le nombre de conseillers généraux était limité à 30 par département[1].

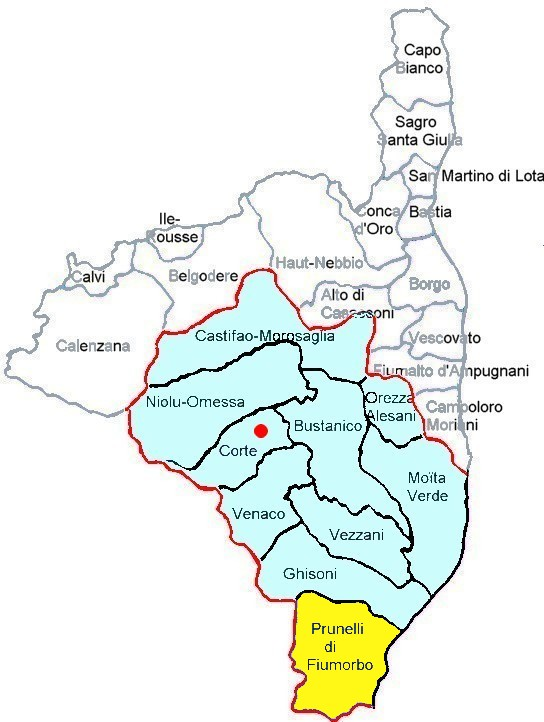
Localisation du canton de Prunelli-di-Fiumorbo

## Administration

### Conseillers généraux de 1833 à 2015
| Période | Période           | Identité                                    | Étiquette     | Qualité |
| ------- | ----------------- | ------------------------------------------- | ------------- | --- |
| 1833    | 1865 (décès)      | Antoine Pompée Laurelli (1795-1865)         |               | Capitaine aux voltigeurs corses en retraite Isolaccio-di-Fiumorbo                                             |
| 1865    | 1877              | Alexandre Laurelli (1832-1885)              |               | Avocat puis Substitut du Procureur à Draguignan puis à Aix-en-Provence Propriétaire à Isolaccio-di-Fiumorbo   |
| 1877    | 1880 (annulation) | Pierre Dominique Laurelli                   | Droite        | Propriétaire, juge de paix, Isolaccio-di-Fiumorbo                                                             |
| 1881    | 1885 (décès)      | Antoine Pompée Laurelli (fils du précédent) |               | Propriétaire à Isolaccio-di-Fiumorbo                                                                          |
| 1885    | 1892              | Pierre Semidei                              | Droite        | Pharmacien à Corte                                                                                            |
| 1892    | 1910              | Don-Pierre Casabianca                       | Républicain   | Maire d'Isolaccio-di-Fiumorbo                                                                                 |
| 1910    | 1919              | Louis Guidicelli                            |               | Docteur en médecine, maire de Solaro                                                                          |
| 1919    | 1925              | Pompée Sémidéi                              |               | Maire d'Isolaccio-di-Fiumorbo                                                                                 |
| 1925    | 1940              | François-Antoine Achilli                    | Rad.ind.      | Maire d'Isolaccio-di-Fiumorbo                                                                                 |
|         |                   |                                             |               | |
| 1945    | 1961              | Pascase Achilli                             | Rad.          | Maire d'Isolaccio-di-Fiumorbo Suppléant de Jean-Paul de Rocca Serra                                           |
| 1961    | 1982 (décès)      | Dominique Tiberi                            | Rad. puis MRG | Transporteur, maire de Ventiseri                                                                              |
| 1983    | 1998              | Henri Poli                                  | MRG           | Maire de San-Gavino-di-Fiumorbo (1977-2001)                                                                   |
| 1998    | 2011              | François Tiberi                             | DVG-PS        | Expert comptable, maire de Ventiseri, 2e vice-président du Conseil général Conseiller territorial (1998-2002) |
| 2011    | 2015              | Pierre Siméon de Buochberg                  | DVD           | Chef d'entreprise Maire de Prunelli-di-Fiumorbo (2008-2019)                                                   |

- Résultats des élections cantonales

### Conseillers d'arrondissement (de 1833 à 1940)
| Période                                  | Période | Identité                        | Étiquette | Qualité |
| ---------------------------------------- | ------- | ------------------------------- | --------- | --- |
| 1833                                     | 1839    | Virgo Maria Arrighi (1795-1840) |           | Médecin à Noceta                                                                                            |
| 1839                                     |         | Pierre-Dominique Laurelli       |           | Juge de paix à Prunelli                                                                                     |
|                                          |         |                                 |           | |
| avant 1876                               |         | Louis Colombani                 |           | Propriétaire à Isolaccio-di-Fiumorbo                                                                        |
|                                          |         |                                 |           | |
| 1895                                     |         | Ange Félix Renucci              |           | Ecclésiastique, professeur au petit séminaire de Corte, propriétaire à Ventiseri                            |
|                                          |         |                                 |           | |
| 1934                                     | 1937    | M. Achilli                      | PRDS      | Médecin |
| 1937                                     | 1940    | M. Moracchini                   | Radical   | |
| 1940                                     |         |                                 |           | Les conseils d'arrondissement ont été suspendus par la loi du 12 octobre 1940 et n'ont jamais été réactivés |
| Les données manquantes sont à compléter. |         |                                 |           | |

## Composition
Le canton de Prunelli-di-Fiumorbo regroupait sept communes et comptait 6 246 habitants (recensement de 1999 sans doubles comptes).
| Communes               | Population (2012) | Code postal | Code Insee |
| ---------------------- | ----------------- | ----------- | ---------- |
| Isolaccio-di-Fiumorbo  | 333               | 20240       | 2B135      |
| Prunelli-di-Fiumorbo   | 2 943             | 20243       | 2B251      |
| Serra-di-Fiumorbo      | 256               | 20240       | 2B277      |
| Solaro                 | 583               | 20240       | 2B283      |
| Ventiseri              | 2 023             | 20240       | 2B342      |
| San-Gavino-di-Fiumorbo | 209               | 20240       | 2B365      |
| Chisa                  | 97                | 20240       | 2B366      |

## Démographie
| 1962  | 1968  | 1975  | 1982  | 1990  | 1999  | 2006  | 2011  | 2012  |
| ----- | ----- | ----- | ----- | ----- | ----- | ----- | ----- | ----- |
| 3 797 | 4 300 | 4 114 | 5 465 | 5 974 | 6 246 | 6 892 | 7 412 | 7 455 |